# C3苯
C3苯是含有一个苯环和三个额外碳原子的有机化合物，它们的化学式为C9H12。
这些化合物包括3种三甲苯、3种甲基乙基苯和2种丙基苯异构体。汽油中含有约3-4%的C3苯。

连三甲苯
偏三甲苯
均三甲苯
1,2-甲基乙基苯
1,3-甲基乙基苯
4-乙基甲苯
异丙苯
正丙苯

- 1,2,3-三甲苯
（连三甲苯）
- 1,2,4-三甲苯
（偏三甲苯）
- 1,3,5-三甲苯
（均三甲苯）
- 1,2-甲基乙基苯
- 1,3-甲基乙基苯
- 1,4-甲基乙基苯
- 异丙苯
- 正丙苯